# 거해궁
거게궁(巨蟹宮, ♋, Cancer)은 게자리와 관련된 점성술의 별자리이다. 이것은 황도대의 90~120도인, 황도 좌표계의 90도부터 125.25도 사이에 걸쳐 있는데, 태양은 매년 평균 6월 22일부터 7월 22일 사이에 이 구간을 지난다.
그리고, 항성황도대에 따르면, 이것은 현재 7월 21일부터 8월 9일까지이다.

## 연관 행성
점성술에서, 행성의 거주지는 그것이 주인지위를 가지는 황도대 별자리이다. 게자리의 주인으로 불리는 또는, 게자리와 어울리는 행성은 달이다.

### 인용
1. ↑  Heindel, 81쪽.

### 자료
- Heindel, Max (1919). 《Simplified Scientific Astrology: A Complete Textbook on the Art of Erecting a Horoscope, with Philosophic Encyclopedia and Tables of Planetary Hours》 4판. Rosicrucian Fellowship. OCLC 36106074., OCLC 36106074

## 같이 보기
- 천문 기호
- 띠 (생초)
- 사이 (점성술)